# جيسيكا تريسكو
جيسيكا تريسكو(بالإنجليزية: Jessica Trisko)‏(مواليد 1984) هي أكاديمية وناشطة وعارضة ازياء من فانكوفر، كولومبيا البريطانية، كندا.ولدها من اصول روسية وامها فلبنية الاصل.لغتها الأولى هي اللغة الإنجليزية، وتستطيع أيضا ان تتحدث الروسية والفرنسية.بعد فوزها بمسابقة ملكة جمال كندا مثلت كندا في المحفل الدولي في 2007 بملكة جمال الأرض وهي أول كندية تحقق لقب ملكة جمال الأرض.